# Castelul Apafi din Coștiui
Castelul Apaffi este un monument istoric aflat pe teritoriul satului Coștiui; comuna Rona de Sus.

## Istoric și trăsături
Fostul castel de vânătoare al voievodului Mihai Apafi I a fost construit în anul 1689. Din clădirea originală au mai rămas doar subsolul și o cameră, restul suferind modificări de-a lungul anilor. De-a lungul vremii edificiul a mai fost folosit drept închisoare și reședință a familiilor care au deținut minele de sare de la Coștiui. Intrarea în galeriile subterane a fost zidită în 1986 de îngrijitorii castelului pentru a evita accidentele, întrucât acestea erau în mare parte surpate. 
În prezent, în clădire funcționează „Școala generală cu clasele I-VIII” din Coștiui.

## Vezi și
- Coștiui, Maramureș

## Galerie de imagini

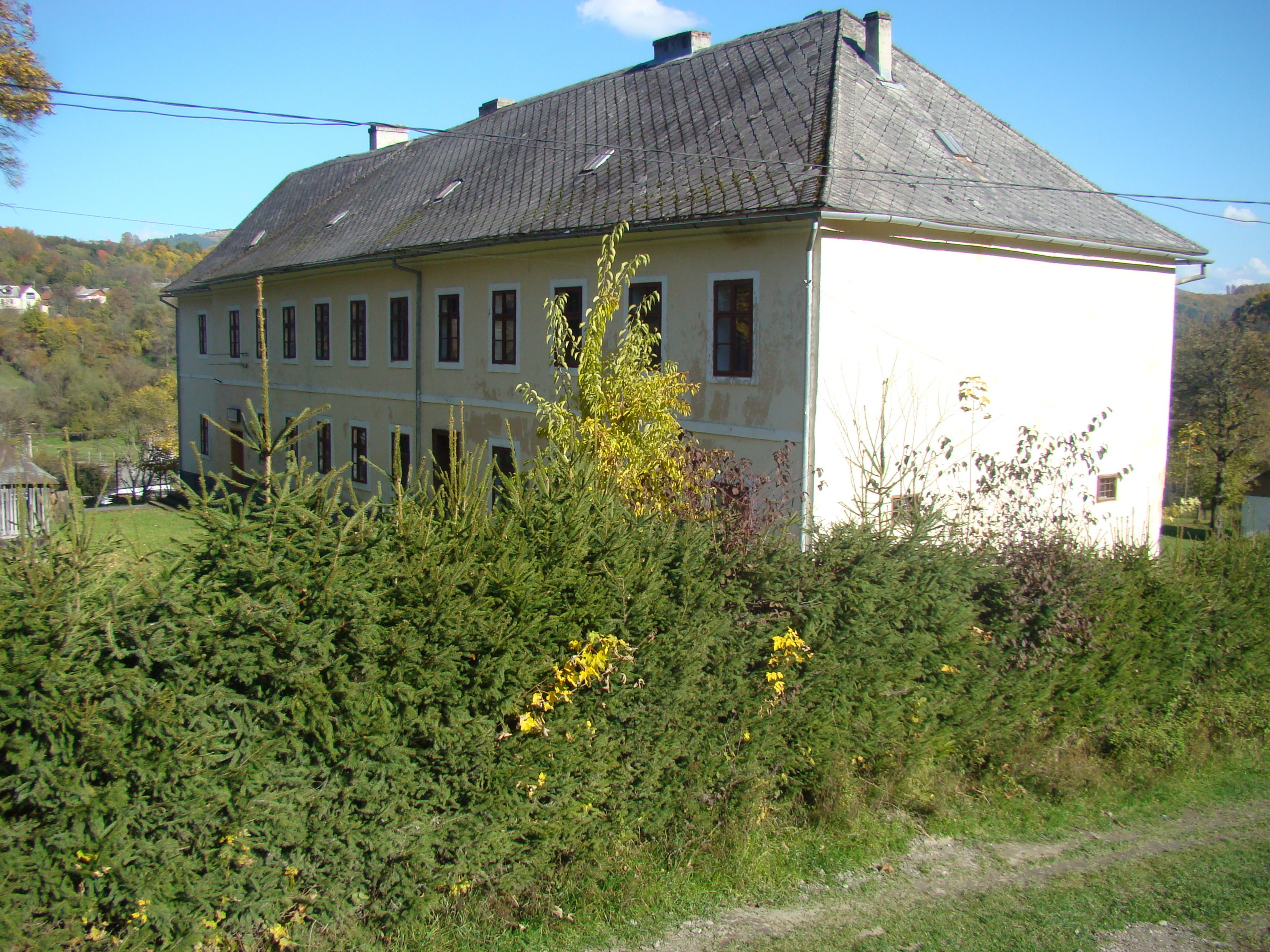
Castelul Apaffi din  Coștiui; comuna Rona de Sus, județul  Maramureș, foto: octpmbrie 2013.
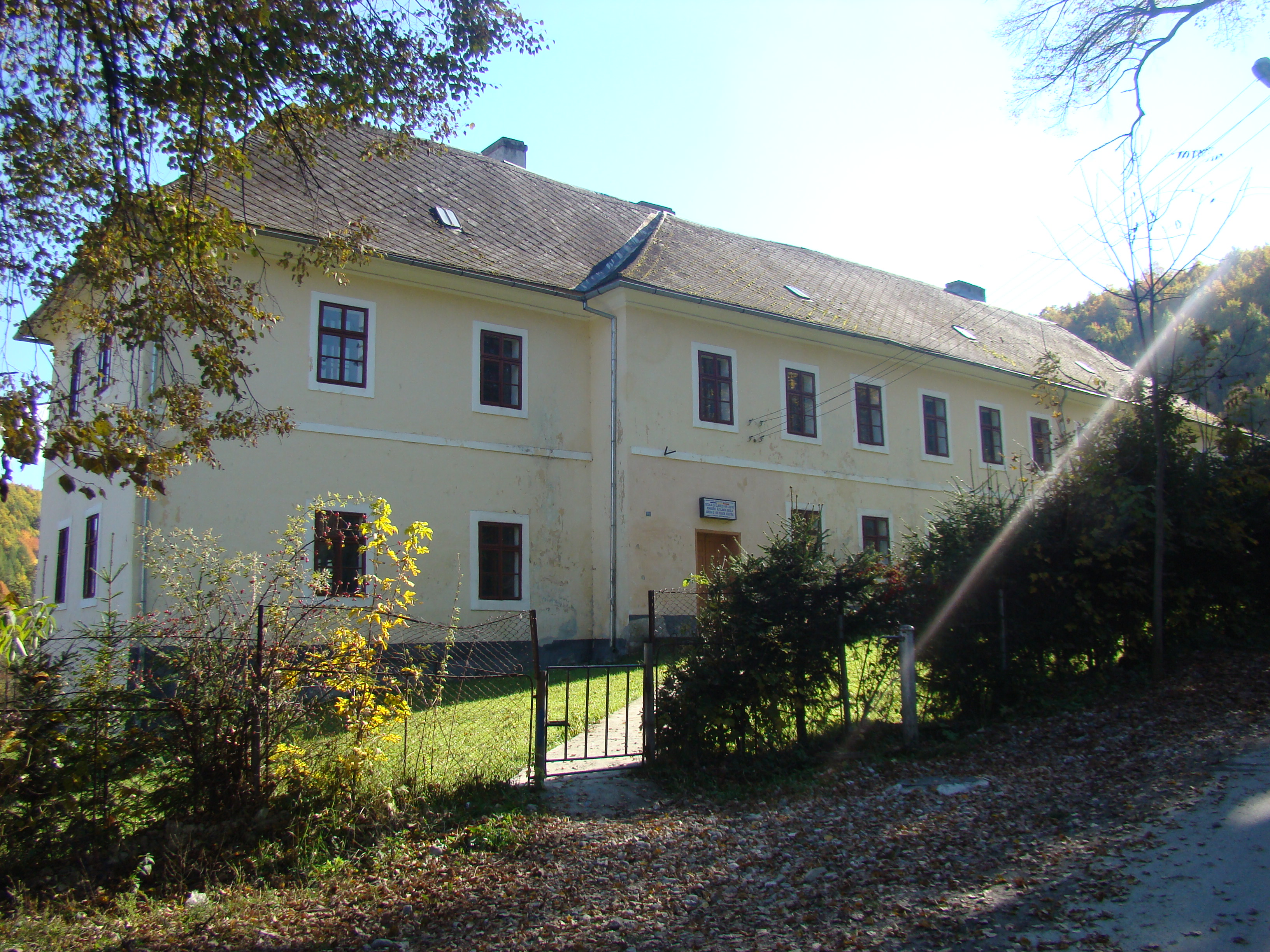
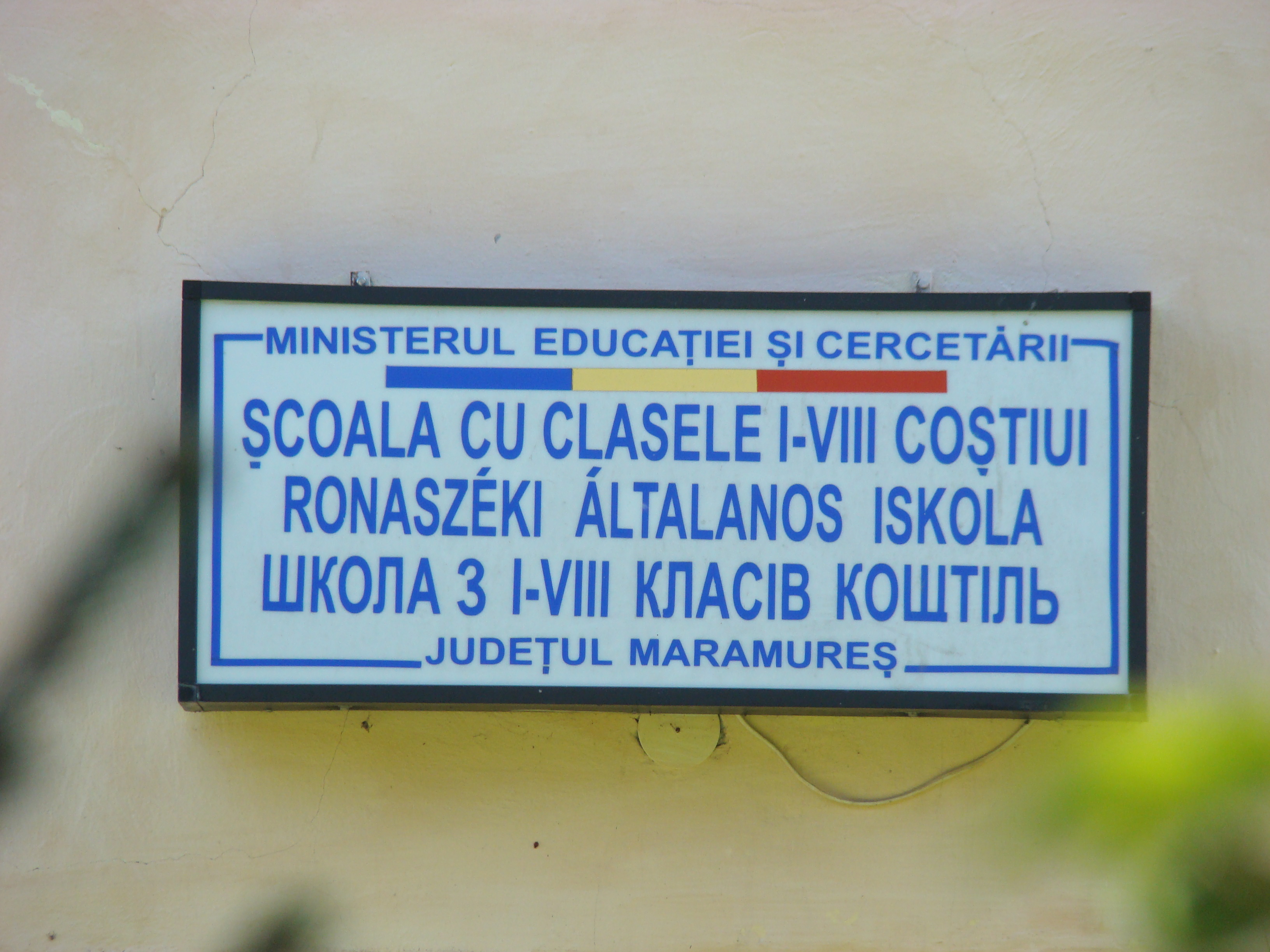
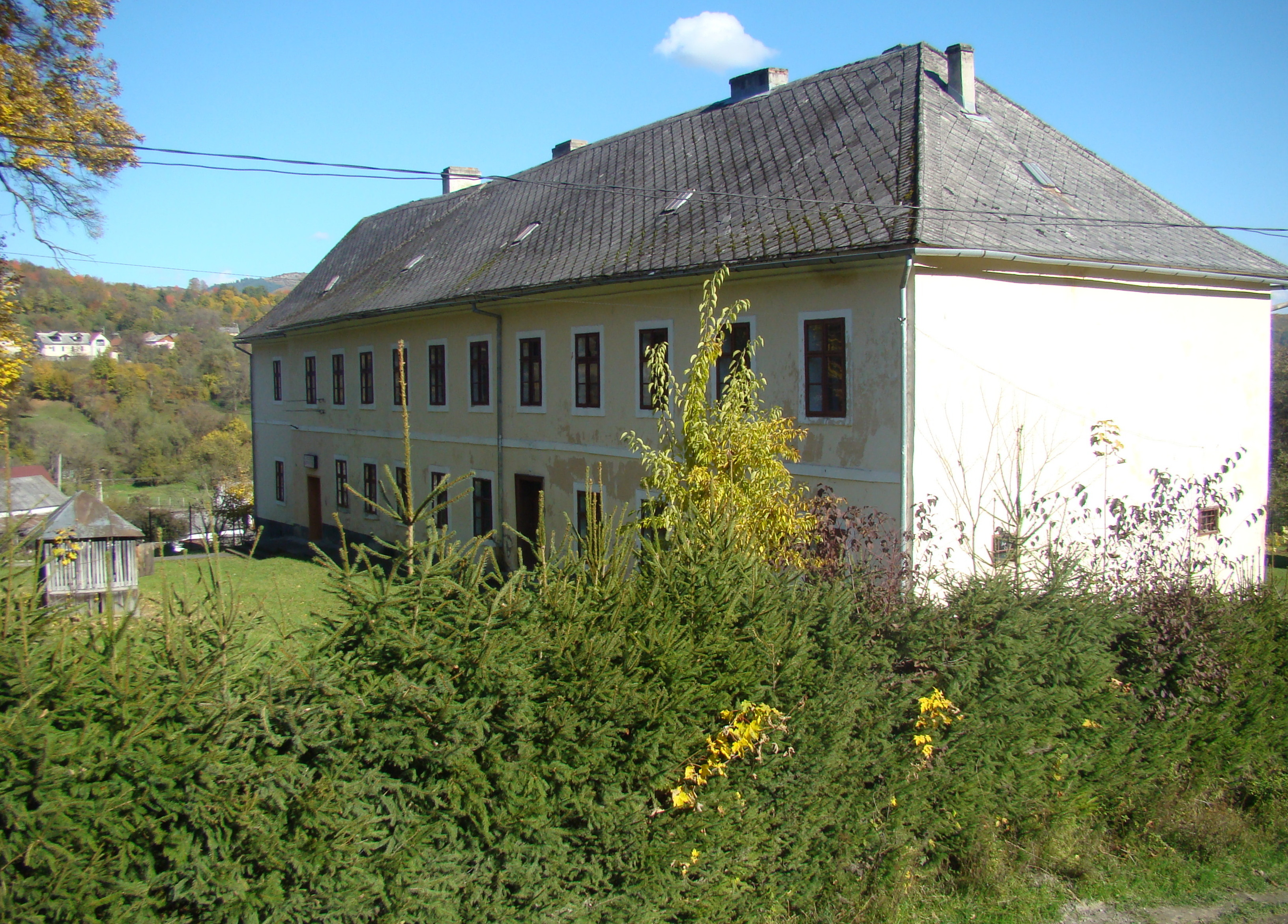
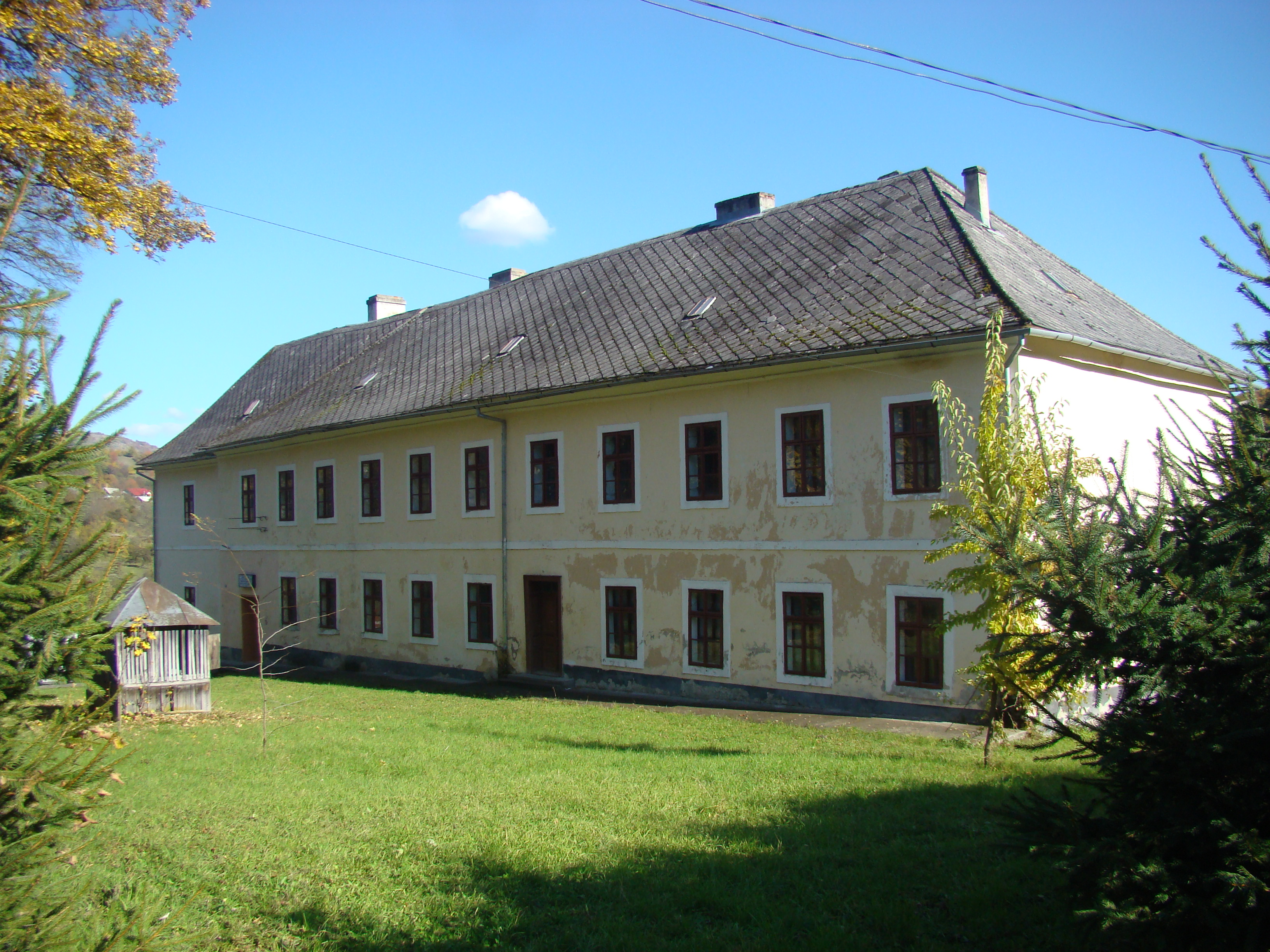